# Ariopsis felis
Ariopsis felis is een straalvinnige vis uit de familie van de christusvissen (Ariidae) en de orde van de meervalachtigen (Siluriformes), die voorkomt in de Golf van Mexico en langs de Atlantische kust van Noord-Amerika, noordelijk tot Massachusetts. De taxonomie van de familie waar deze soort toe behoort is nog niet duidelijk.

## Beschrijving
Ariopsis felis kan maximaal 70 centimeter lang en 5500 gram zwaar worden. Het lichaam van de vis heeft een langgerekte vorm.

## Leefwijze
Ariopsis felis is een zout- en brakwatervis die voorkomt in subtropische wateren. De soort is voornamelijk te vinden in kustwateren en is geassocieerd met riffen.
Het dieet van de vis bestaat hoofdzakelijk uit macrofauna en vis.

## Relatie tot de mens
Ariopsis felis is voor de visserij van beperkt commercieel belang. Wel wordt op de vis gejaagd in de hengelsport.
De soort staat niet op de Rode Lijst van de IUCN.